# Kiptsjaken

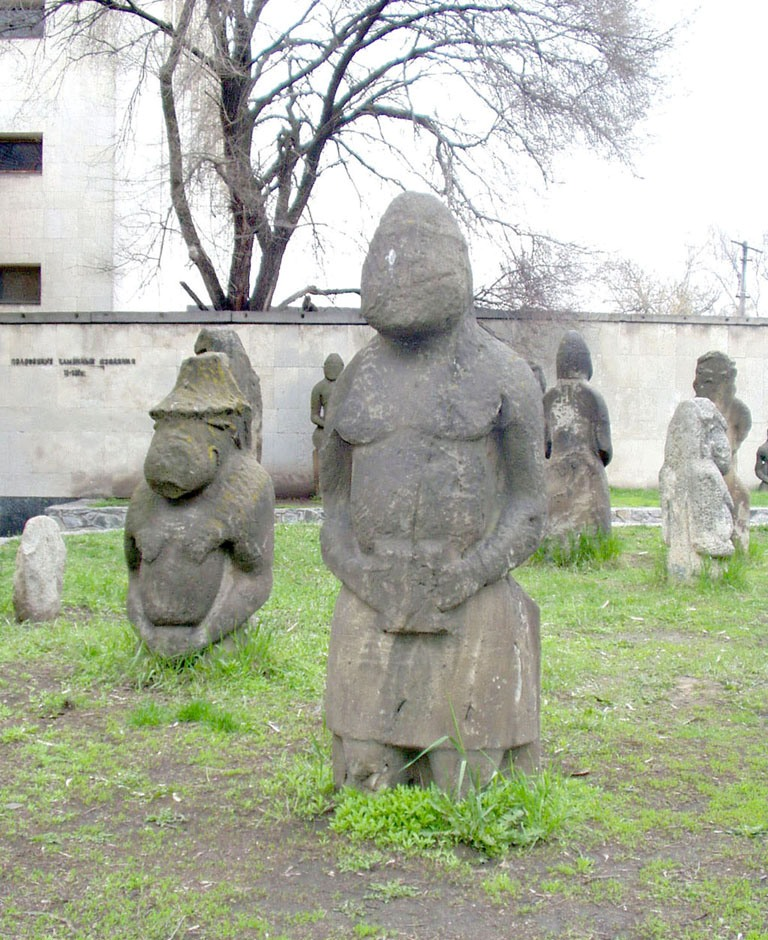
Kiptsjak-kunst in Dnipro

De Kiptsjaken (Turks: Kıpçak, in het Russisch: Polovtsen) waren een middeleeuws steppevolk, een Turks volk dat, zo wordt gedacht, oorspronkelijk onder het kanaat Kimek leefde in Siberië.
Door het ontstaan van de Westelijke Xia, eind 10e, begin 11e eeuw braken zij met de Kimeks en vertrokken richting Europa, waar zij een confederatie vormden met een andere stam, de Koemanen, waarmee ze samen 200 jaar een confederatie-land vormden tot de komst van de Mongolen, genaamd Koemanië.
Na de verovering van Koemanië door de Mongolen gingen de Kiptsjaken grotendeels op in de Gouden Horde en haar opvolgstaten als het kanaat Kazan en het kanaat van de Krim.

## Taal
De naam "Kiptsjak" heeft vermoedelijk een Arabische oorsprong en betekent waarschijnlijk "blanke steppenbewoner". Dit volk sprak een Turkse taal die bekendstaat als proto-Kiptjaaks, dat nu niet meer gesproken wordt. Heden ten dage wordt er wel door circa 20 miljoen Centraal-Aziatische Turken modern-Kiptjaaks gesproken, voornamelijk door Kazachen (11 miljoen), Wolga-Tataren (6,5 miljoen), Kirgizen (3,7 miljoen) en Krim-Tataren (ca. 500.000).